# Mathieu Prouvost
Pour les articles homonymes, voir Prouvost.
Mathieu Prouvost, né le 14 octobre 1997 à Saint-Martin-Boulogne, est un joueur international de beach soccer français qui évolue au poste de gardien de but.

## Biographie
Mathieu Prouvost commence le beach soccer dans son club de football, l'US Les Attaques, où il met à profit son double profil : gardien de but et attaquant. Repéré par Gérard Sergent, adjoint du sélectionneur de l'Équipe de France, il est appelé en 2016 pour un stage de préparation avec 2 rencontres avec l'Équipe de France à la clé contre le Maroc puis dans le groupe Espoirs pour la Talent Cup où il honorera ses 3 premières sélections.
En 2017, il signe au SC Coquelles où il se fixe au poste de gardien de but et permet à son club d'atteindre la finale de District et la phase finale du Championnat de Ligue. Sur le plan international, il devient un cadre de l'Équipe de France Espoirs avec 3 nouvelles sélections à la Talent Cup, tournoi où il marque son unique but sous le maillot des Espoirs.
En 2018, il s'expatrie à l'AS Étaples pour une année couronnée de succès : champion de District, champion de la Ligue et première participation à la phase finale du National Beach Soccer. Ses bonnes prestations lui vaudront une nouvelle convocation en Équipe de France pour la dernière étape de la phase de groupes de l'Euro Beach Soccer League 2018, la première en compétition officielle, où, initialement retenu au titre de deuxième gardien de but, il participera comme attaquant à la suite de blessures et de suspensions dans l'effectif français.
En 2019, ses bonnes performances en club (3e titre de champion régional, 5e place au National Beach Soccer) lui permettent d'intégrer de nouveau le groupe France pour les Jeux méditerranéens de plage en Grèce où il profite du large succès contre l'Albanie pour inscrire son premier but international. Lui et les Bleus gagneront leurs rencontres face à la Libye et au Maroc pour remporter la médaille de bronze.
En parallèle, il poursuit, au niveau régional, la pratique du football au SC Coquelles et du futsal au Calais Jeunes Futsal.

## Carrière internationale
| Sélections en Équipe de France | Sélections en Équipe de France | Sélections en Équipe de France | Sélections en Équipe de France | Sélections en Équipe de France | Sélections en Équipe de France       | Sélections en Équipe de France |
| #                              | Date                           | Lieu                           | Adversaire                     | Résultat                       | Compétition                          | But(s)                         |
| ------------------------------ | ------------------------------ | ------------------------------ | ------------------------------ | ------------------------------ | ------------------------------------ | ------------------------------ |
| 1                              | 18 juin 2016                   | Balaruc-les-Bains              | Maroc                          | 3-3 ; tab : 3-2                | Match amical                         |                                |
| 2                              | 19 juin 2016                   | Balaruc-les-Bains              | Maroc                          | 2-2 ; tab : 3-1                | Match amical                         |                                |
| 3                              | 23 août 2018                   | Warnemünde                     | Angleterre                     | 5-2                            | Match amical                         |                                |
| 4                              | 26 août 2018                   | Warnemünde                     | Espagne                        | 2-3                            | Euro Beach Soccer League 2018        |                                |
| 5                              | 28 août 2019                   | Patras                         | Albanie                        | 19-1                           | Jeux méditerranéens de plage de 2019 | But inscrit                    |
| 6                              | 29 août 2019                   | Patras                         | Italie                         | 3-6                            | Jeux méditerranéens de plage de 2019 |                                |
| 7                              | 30 août 2019                   | Patras                         | Libye                          | 6-5                            | Jeux méditerranéens de plage de 2019 |                                |
| 8                              | 31 août 2019                   | Patras                         | Maroc                          | 5-1                            | Jeux méditerranéens de plage de 2019 |                                |

| Sélections en Équipe de France Espoirs | Sélections en Équipe de France Espoirs | Sélections en Équipe de France Espoirs | Sélections en Équipe de France Espoirs | Sélections en Équipe de France Espoirs | Sélections en Équipe de France Espoirs | Sélections en Équipe de France Espoirs |
| #                                      | Date                                   | Lieu                                   | Adversaire                             | Résultat                               | Compétition                            | But(s)                                 |
| -------------------------------------- | -------------------------------------- | -------------------------------------- | -------------------------------------- | -------------------------------------- | -------------------------------------- | -------------------------------------- |
| 1                                      | 29 juillet 2016                        | Siófok                                 | Biélorussie                            | 3-4                                    | Talent Cup 2016                        |                                        |
| 2                                      | 30 juillet 2016                        | Siófok                                 | Pologne                                | 4-1                                    | Talent Cup 2016                        |                                        |
| 3                                      | 31 juillet 2016                        | Siófok                                 | Hongrie                                | 2-4                                    | Talent Cup 2016                        |                                        |
| 4                                      | 16 juin 2017                           | Siófok                                 | République Tchèque                     | 5-4                                    | Talent Cup 2017                        |                                        |
| 5                                      | 17 juin 2017                           | Siófok                                 | Pologne                                | 4-1                                    | Talent Cup 2017                        | But inscrit                            |
| 6                                      | 18 juin 2017                           | Siófok                                 | Hongrie                                | 4-13                                   | Talent Cup 2017                        |                                        |
| 7                                      | 15 juin 2018                           | Siófok                                 | Espagne                                | 1-5                                    | Talent Cup 2018                        |                                        |
| 8                                      | 16 juin 2018                           | Siófok                                 | Pologne                                | 2-4                                    | Talent Cup 2018                        |                                        |
| 9                                      | 17 juin 2018                           | Siófok                                 | Hongrie                                | 4-7                                    | Talent Cup 2018                        |                                        |

## Palmarès
Avec l'Équipe de France :
- 3e des Jeux méditerranéens de plage : 2019

Avec l'Equipe de France Espoirs :
- 2ème de la Talent Cup : 2016, 2017

Avec l'AS Étaples :
- Champion de la Ligue de football des Hauts-de-France de Beach Soccer : 2018, 2019
- Champion du District Côte d'Opale de Beach Soccer : 2018

Avec le SC Coquelles :
- Vice-champion du District Côte d'Opale de Beach Soccer : 2017